# Lilyan Kesteloot
Pour les articles homonymes, voir Kesteloot.
Lilyan Kesteloot – ou Lilyan Fongang Kesteloot – née à Ixelles le 15 février 1931 et morte à Paris le 28 février 2018,, est une chercheuse belge spécialiste des littératures négro-africaines francophones, un domaine dans lequel elle peut être considérée comme une pionnière.
Professeur à l'université Cheikh-Anta-Diop (UCAD), puis directrice de recherches à l'Institut fondamental d'Afrique noire (IFAN - fondé en 1936 par Théodore Monod), elle se partage pendant de nombreuses années entre Dakar et Paris où elle est chargée de cours à l'Université Paris Sorbonne-Paris IV.

## Biographie
Lilyan Kesteloot a vécu au Congo belge avant d'entreprendre des études universitaires à l'Université catholique de Louvain. Après une licence en philologie romane à Louvain en 1955 avec un mémoire sur l’œuvre de Georges Bernanos, elle soutient en 1961 à l'Université libre de Bruxelles une thèse de doctorat intitulée Les Écrivains noirs de langue française : naissance d'une littérature, publiée en 1963 et régulièrement rééditée depuis lors.
En 1962, elle publie une anthologie de textes littéraires et politiques d'Aimé Césaire, suivie en 1965 par une anthologie de poésie camerounaise.
Sa réflexion s'élargit avec Négritude et situation coloniale, un essai paru en 1968. Au fil des ans, à la suite de ses rencontres avec les griots dépositaires des traditions orales en Afrique de l'Ouest, elle a constitué au départ de nombreux enregistrements une sonothèque qui participe à la sauvegarde du patrimoine littéraire africain et est à la source de recherches actuelles. 
Elle commence sa carrière comme professeure à L’École normale supérieure de Yaoundé, où elle participe à la fondation de la revue Abbia, puis enseigne au Mali et ensuite en Côte d’Ivoire et enfin en 1971 au Sénégal à l'invitation de Senghor pour travailler comme directrice de recherche à l’Institut fondamental d’Afrique noire (IFAN), au sein de l’Université Cheikh-Anta-Diop. Proche de Senghor, de Césaire et d’Amadou Hampâté Bâ, elle anime un vaste réseau mêlant créateurs, chercheurs, griots et simples amateurs, autour de la négritude et de la littérature négro-africaine,.
En 1975, à l'Université Paris 3, elle soutient, sur un ensemble de travaux, une thèse d'État de Lettres en 11 volumes, sous le titre Études sur la littérature africaine francophone et traditionnelle.
En 1983, en collaboration avec Chérif Mbodj, elle édite Contes et mythes wolof. Un second volume, Du Tieddo au Talibé : contes et mythes wolof, paraît en 1989. 
En 2001, Lilyan Kesteloot publie une Histoire de la littérature négro-africaine, mise à jour en 2004.
En 2006, elle publie Césaire et Senghor. Un pont sur l'Atlantique (L'Harmattan, Paris,  (ISBN 2-296-01000-8)). 
En 2009, en collaboration avec Bassirou Dieng, elle édite un choix d'extraits d'épopées africaines commentés, Les épopées d'Afrique noire. La même année paraît son Introduction aux religions d'Afrique.
Lilyan Kesteloot est l'auteure de nombreux autres ouvrages spécialisés sur la littérature africaine ; elle participe régulièrement en tant que spécialiste à des conférences sur le sujet. Elle est membre du jury du Prix Éthiophile.
Elle décède le 28 février 2018 à Paris.
Elle est l'arrière-petite-nièce des frères Liévin (1850-1888) et Joseph (1855-1882) Van de Velde, et la petite-nièce de Raphaël Stroobant (1868-1895), qui étaient des "pionniers"- explorateurs (belges) du Congo.

#### Publications de Lilyan Kesteloot
- Le Preux et le Sage. L’Epopée du Kayor et autres textes wolof.  Transcription et traduction du wolof par Mamoussé Diagne, presentation par Lilyan Kesteloot.  Orizons, Paris, 2014.
- Introduction aux religions d’Afrique, Alfabarre, Paris, 2009.
- Les épopées d’Afrique noire, Karthala, Unesco, 2009.
- Dieux d’eau du Sahel.  Voyage à travers les mythes de Seth à Tyamaba,  Paris, L’Harmattan / IFAN, 2007.
- Césaire et Senghor. Un pont sur l’Atlantique. L’Harmattan, Paris, 2006.
- Histoire de la littérature négro-africaine, Karthala, AUF, 2004.
- Du Tieddo au Talibé : contes et mythes wolof, Présence africaine, Agence de coopération culturelle et technique, Paris ; Institut fondamental d’ Afrique noire, Dakar, 1989.
- Contes et mythes wolof, Nouvelles éditions africaines, 1983.
- Études sur la littérature africaine francophone et traditionnelle, Université Paris 3, 1975, 11 vol.
- La prise de Dionkoloni, (ed), Paris, Armand Colin, 1975.
- Kaidara. Récit Initiatique peul. Composé par Amadou Hampâté Bâ. Edité par Lilyan Kesteloot & Alfâ Ibrâhîm Sow. Julliard, 1969. Réédition : Nouvelles Éditions Ivoiriennes : EDICEF, 1994.
- Négritude et la situation coloniale,  Clé, Yaoundé, 1968.
- Neuf poètes camerounais : anthologie, Éditions Abbia, Clé, Yaoundé, 1965.
- Aimé Césaire : choix de textes, bibliographie, portraits, fac-similés (présentation par Lilyan Kesteloot), Seghers, Paris, 1962.

#### Publications sur Lilyan Kesteloot
- Abdoulaye Keïta (dir.), Au carrefour des littératures Afrique-Europe. Hommage à Lilyan Kesteloot, IFAN/Karthala. 2013, 372 p.  (ISBN 9782811109868)
- Amadou Ly, « Lilyan Kesteloot, une pionnière à l’Université de Dakar », Études littéraires africaines, n° 46, 2018.
- Guy Ossito Midiohouan, « Lilyan Kesteloot et l'histoire de la littérature négro-africaine », in Nottingham French Studies, vol. 42, no 2, automne 2003, p. 113-127